# Termon (rivière)
Certaines parties de la « rivière Termon » forment la frontière entre le comté de Donegal en Irlande et le comté de Fermanagh dans le Royaume-Uni.

## Géographie
Le cours d'eau source près de Killen et se jette dans Lough Erne à environ 1,5 km de Pettigo. La rivière parcourt environ 16 km (10 miles).
D'après les cartes de la frontière internationale, la rivière ne forme que par endroits la frontière entre les deux pays.